# Agawa River
Agawa River är ett vattendrag i Kanada.   Det ligger i provinsen Ontario, i den sydöstra delen av landet, 700 km väster om huvudstaden Ottawa.
I omgivningarna runt Agawa River växer i huvudsak blandskog. Trakten runt Agawa River är nära nog obefolkad, med mindre än två invånare per kvadratkilometer.